# 薄萼海桐
薄萼海桐（学名：Pittosporum leptosepalum）为海桐花科海桐花属下的一个种。

## 扩展阅读
- 維基物種上的相關：薄萼海桐